# طلاق در ایران
قوانین طلاق در ایران بر پایه فقه اسلامی و صدور حکم دربارهٔ طلاق در چارچوب صلاحیت دادگاه خانواده است. در حقوق ایران، طلاق تنها به اراده مرد واقع می‌شود البته در هنگام عقد می‌توان این تصمیم را به زن واگذار کرد.

## آمار
در سال‌های اخیر نرخ طلاق در کشور رو به افزایش است. به گفته مدیرکل دفتر آمار و اطلاعات جمعیتی و مهاجرت سازمان ثبت احوال کشور، ازدواج در ۹ ماه نخست سال ۱۳۹۴ نسبت به مدت مشابه سال قبل، سه و چهار دهم درصد کاهش و طلاق ۴٫۲٪ افزایش یافته‌است.

آمار طلاق در ایران بین سال‌های ۱۳۴۷ تا ۱۳۸۵. خط آبی نمایان‌گر آمار طلاق روستایی و خط صورتی آمار شهری است. خط زرد مجموع این دو را نمایش می‌دهد.

۱۵۰ هزار و ۳۲۴ طلاق در سال ۱۳۹۱ در ایران وقوع پیوسته‌است؛ یعنی روزانه ۳۸۱ زوج از یکدیگر جدا شده‌اند. خیانت، مشکلات جنسی، بیکاری و تورم مهم‌ترین دلایل طلاق هستند. در سال ۹۲ نیز ۱۵۸ هزار و ۷۵۳ مورد طلاق رخ داده بوده که بیشترین دلیل آن دخالت خانواده‌ها، عدم تحقق شروط ضمن عقد، اعتیاد و فقر مالی برآورد شده‌است.
میزان طلاق در ایران با توجه به تعداد طلاق نسبت به جمعیت تقریباً برابر با میزان طلاق در سه کشور اصلی اروپای غربی است. در فرانسه که حدود ۶۶ میلیون نفر جمعیت دارد در سال ۲۰۱۲ حدود ۱۳۳ هزار طلاق انجام شده‌است. در آلمان ۸۲ میلیونی، حدود ۱۹۰ هزار طلاق و در بریتانیای ۶۰ میلیونی هم ۱۴۴ هزار طلاق ثبت شده‌است و در ایران ۷۷ میلیونی هم در سال ۱۳۹۱ خورشیدی ۱۵۰ هزار طلاق به وقوع پیوسته‌است. میزان طلاق در ایران در سال‌های ۱۳۸۵ تا ۱۳۹۱ به‌طور پیوسته در حال افزایش بوده و از ۹۴ هزار طلاق در سال ۱۳۸۵ به ۱۱۰ هزار در سال ۸۷، ۱۳۷ هزار در سال ۸۹ و ۱۵۰ هزار در سال ۹۱ رسیده‌است.
در تیر سال ۱۳۹۳، بنا به خبر متعلق به پایگاه خبری تحلیلی جمهوریت، اعلام شد براساس آمار سال قبل‌ازآن، در سه چهارم طلاق‌ها(۷۰ درصد) زنان متقاضی طلاق بوده‌اند، و در سه درصد طلاق‌ها مردان متقاضی طلاق بوده‌اند، و ۲۶درصد از طلاق‌ها نیز به‌طور توافقی صورت گرفته‌است، یعنی زن‌ومرد تصمیم به طلاق گرفته‌اند.
در ایران، ۸۰ درصد طلاق‌ها در گروه سنی ۲۵ تا ۳۰ است. آمار رشد ۴ درصدی طلاق در سه‌ماهه نخست سال ۱۳۹۳ حکایت از بیشترین طلاق‌های ثبت شده زنان به میزان ۱۴٫۵ درصد مربوط به رده سنی ۲۷ تا ۲۹ سال و بیشترین طلاق‌های ثبت شده مردان نیز به میزان ۱۶٫۲ درصد نیز مربوط به همین رده سنی یعنی ۲۷ تا ۲۹ سال بوده‌است، سازمان ثبت از رشد عجیب طلاق در سنین ۲۷ تا ۲۹ خبر داد.
استان‌های تهران، لرستان، خراسان رضوی، اصفهان، فارس، خوزستان، آذربایجان شرقی، مازندران، البرز، گیلان و آذربایجان غربی بیشترین آمار طلاق را دارند.
بر اساس گزارش دنیای اقتصاد آمار طلاق در سال ۱۳۹۶ رکورد زده و به عدد ۱۷۵ هزار رسیده‌است و اما همزمان با ثبت رکورد جدید در طلاق، شمار ازدواج‌ها نیز کاهش چشمگیری پیدا کرده و به ۶۰۹ هزار مورد رسیده‌است. در هر ساعت ۲۰ طلاق در ایران ثبت می‌شود و به ازای هر هزار مورد ازدواج، ۳۱۸ مورد طلاق رخ می‌دهد.

## چرایی
معاون امور جوانان و ساماندهی وزارت ورزش و جوانان ایران گفت بخش عمده این طلاق‌ها نیز به دلیل انتخاب نامناسب همسر است. به گفته کارشناسان فقر، بیکاری، اعتیاد و نبود آموزش‌های لازم پیش از ازدواج از عمده دلایل طلاق در ایران هستند.

## قانون طلاق
در قوانین ایران و فقه اسلامی طلاق یک ایقاع (عمل حقوقی یکجانبه) است که از سوی مرد یا نماینده او واقع می‌شود؛ یعنی پایان رابطه ازدواج ناشی از اراده مرد است نه اراده مشترک طرفین. حتی در طلاق خلع و مبارات که با توافق زوجین انجام می‌شود این توافق انگیزهٔ طلاق است و صیغهٔ طلاق را شوهر اجرا می‌کند. و در طلاقی که به درخواست زن واقع می‌شود نیز همین وضعیت برقرار است و این دادگاه است که شوهر را وادار به طلاق می‌کند و اگر خودداری کرد حاکم شرع با ولایتی که دارد به جای شوهر صیغهٔ طلاق را اجرا می‌کند.
در جمهوری اسلامی ایران، مرد با مراجعه به دادگاه حق تقاضای طلاق دارد. زن نیز در شرایط خاصی می‌تواند با مراجعه به دادگاه تقاضای طلاق کند. بعضی از این شرایط عبارت‌اند از:
- ترک زندگی خانوادگی توسط زوج حداقل به مدت شش ماه متوالی یا نه ماه متناوب در یک سال بدون عذر موجه
- اعتیاد زوج به یکی از انواع مواد مخدر یا ابتلای آن به یکی از مشروبات الکلی که به اساس زندگی خانوادگی خلل وارد آورد و امتناع یا عدم امکان الزام وی به ترک آن در مدتی که به تشخیص پزشک برای ترک اعتیاد لازم بوده‌است.
- محکومیت قطعی زوج به بیش از پنج‌سال حبس
- ضرب و شتم یا سوء رفتار زوج که برای زوجه غیرقابل تحمل است.
- ابتلای زوج به بیماری‌های صعب‌العلاج روانی و جسمانی
- مرد حق طلاق را هنگام عقد به زن داده باشد.

برای رسمیت طلاق خواندن صیغه طلاق در حضور دو مرد شاهد لازم است.
در قوانین ایران به پیروی از فقه امامیه سه شیوه برای وقوع طلاق ذکر شده‌ست. روش اول خواست مرد است؛ در مادهٔ ۱۱۳۳ قانون مدنی ایران آمده‌است که: «مرد هر وقت که بخواهد می‌تواند زن خود را طلاق دهد». دوم تقاضای طلاق توسط زن از دادگاه و سوم طلاق توافقی زن و شوهر که به طلاق خلع و مبارات معروف است و نوع خاصی از طلاق با شرایط خاص خود محسوب می‌شود.
انتقاداتی که به اختیار نامحدود مرد در انجام طلاق گرفته می‌شد باعث شد تا قانون حمایت خانواده ۱۳۴۶ صدور گواهی عدم امکان سازش از سوی دادگاه را پیش از انجام طلاق لازم بداند و شرایطی هم برای درخواست صدور این گواهی مقرر شده بود. البته مشخص نبود که آیا این قانون اختیار نامحدود مرد در طلاق را از بین برده یا خیر؛ یعنی مرد می‌تواند بدون وجود شرایطی که در این قانون آمده درخواست طلاق بدهد یا نه. تا اینکه قانون حمایت خانواده ۱۳۵۴ به تصویب رسیده و به‌طور صریح ماده ۱۱۳۳ را نسخ کرده و تلاش کرد تا نوعی تساوی را در امور ازدواج و طلاق بین زن و مرد برقرار کند. در این قانون آزادی مرد در طلاق محدود به موارد خاصی شده و پنج شرط دیگر علاوه بر شرایط ماده ۱۱ قانون حمایت خانواده ۱۳۴۶ برای امکان درخواست طلاق اضافه شد که عبارت بودند از زندانی شدن زن یا مرد برای دوره‌ای مشخص، اعتیاد، ازدواج مجدد مرد بدون رضایت زن، ترک زندگی خانوادگی از طرف هریک از آن‌ها، محکومیت قضایی هر یک از آن‌ها که موجب لطمه به حیثیت خانوادگی دیگری شود. علاوه بر موارد قانون ۱۳۴۶، در قانون ۱۳۵۴ این توضیح آمد که ماده ۱۱ هم برای زن و هم برای مرد اعتبار دارد.
با وقوع انقلاب اسلامی و با تصویب قانون دادگاه‌های مدنی خاص (۱۳۵۸) برخی از مواد قانون حمایت خانواده ۱۳۵۴ نسخ شد. در ماده ۳ این قانون آمده بود: «موارد طلاق همان است که در قانون مدنی و احکام شرع مقرر گردیده ولی در مواردی که شوهر به استناد ماده ۱۱۳۳ قانون مدنی تقاضای طلاق می‌کند، دادگاه بدواً بر حسب آیه کریمهٔ … مورد را به داوری ارجاع می‌کند و در صورتی که بین زوجین سازش حاصل نشود اجازهٔ طلاق را به زوج خواهد داد». به این ترتیب در ایران امروز مردی که بخواهد همسرش را طلاق بدهد ابتدا باید به دادگاه رجوع کند و دادگاه هم سعی به سازش بین او و همسرش خواهد کرد و اگر این اتفاق نیفتد اجازهٔ طلاق را صادر خواهد کرد.
زن نیز در دو حالت می‌تواند از دادگاه تقاضای طلاق کند. اول اینکه در زمان ازدواج یا پس از آن، از شوهر وکالت برای طلاق گرفته باشد. اعطای چنین وکالتی به عنوان یک شرط ضمن عقد ازدواج رایج است و در این حالت زن به نیابت و نمایندگی از شوهر طلاق را اجرا می‌کند. دوم اینکه یکی از شرایط مقرر در قانون مدنی برای درخواست طلاق زن وجود داشته باشد. این شرایط به‌طور کلی به سه دسته تقسیم می‌شوند؛ اول خودداری یا عجز شوهر از دادن نفقه، دوم عسر و حرج که به معنی دشواری غیرقابل تحمل زندگی مشترک است و سوم نیز مفقودالاثر شدن شوهر برای بیش از چهار سال. عسر و حرج شامل موارد متعددی از جمله ابتلای شوهر به بیماری‌های مسری صعب‌العلاج، ضرب و شتم یا سوء معاشرت مستمر، محکومیت به حبس ۵ سال یا بیشتر، ترک زندگی خانوادگی، اعتیاد به مواد مخدر و مشروبات الکلی می‌شود.

### به درخواست زن
درخواست‌های طلاق بر اساس اینکه چه کسی آن را ارائه کرده باشد به سه دسته تقسیم می‌شوند و عبارت اند از: طلاق به درخواست مرد، طلاق به درخواست زن و طلاق توافقی. برای درخواست‌های طلاق از سمت زن، قانون‌گذار شرایطی را پیش‌بینی کرده که زن نیز در صورت وجود آن شرایط بتواند تقاضای طلاق خود را به دادگاه ارائه کند. این شرایط عبارت اند از: خودداری یا ناتوانی شوهر نسبت به پرداخت نفقه - عسر و حرج زن - غیبت شوهر - ازدواج مجدد شوهر بدون رضایت زن - وکالت زن در طلاق (که به نام حق طلاق شناخته می‌شود)
مثلا در هنگامی که شوهر بدون اجازه همسر اول، اقدام به ازدواج دائم مجدد و عقد همسر دوم نماید، تنها حق قانونی زن همین حق طلاق بوده که در آن زن وکالت می‌یابد خود را مطلقه نماید. البته این قانون مورد انتقاد بسیاری از حقوقدانان نیز قرار گرفته چرا که در این گونه موارد مرد هیچ گونه مشکلی با این مسئله نداشته و اقدام ازدواج بدون رضایت همسر نشان می‌دهد که خود به گونه ای خواهان این موضوع می‌باشد.

### به درخواست مرد
با توجه به قانونی که در ایران است حق طلاق با مرد بوده و مرد هر موقع که بخواهد می‌تواند همسر خود را طلاق دهد و باید گفت که نارضایتی زوجه در این موضوع هیچ تأثیری نخواهد داشت اما در مورد مهریه و نفقه باید تماماً رضایت زوجه باشد. در مورد حضانت باید گفت که دادگاه تعیین‌کننده این موضوع می‌باشد

### طلاق توافقی
ساده‌ترین نوع طلاق، طلاق توافقی است که امروزه به دلیل روند سریع آن، تبدیل به طلاقی رایج شده‌است؛ برخلاف باور عموم مردم، در این طلاق نیازی نیست زن مهریهٔ خود را ببخشد و از حق و حقوق خود چشم‌پوشی کند، بلکه هر توافقی که میان زوجین صورت گرفته باشد، معتبر است. در واقع، هر یک از طرفین باید در خصوص مسائل مالی و غیر مالی به توافق رسیده و کلیهٔ مسائل مربوط به طلاق از جمله مهریه، اجرت المثل، حضانت فرزندان بعد از طلاق و زمان و مکان ملاقات با فرزندان به توافق برسند.